# Debed
Il Debed (in armeno Դեբեդ?) o Debeda (in georgiano დებედა?) è un fiume che scorre in Armenia ed in Georgia. Nasce a Tumanyan in Armenia dalla confluenza dei fiumi Pambak e Dzoraget e si getta nel fiume Kura vicino al villaggio di Sadakhlo in Georgia.
Il Debed passa per la città di Alaverdi dove forma una gola.